# Trinidad y Tobago en los Juegos Olímpicos de Moscú 1980
Trinidad y Tobago estuvo representada en los Juegos Olímpicos de Moscú 1980 por un total de 10 deportistas que compitieron en un deporte.  
El portador de la bandera en la ceremonia de apertura fue el atleta Hasely Crawford. El equipo olímpico de Trinidad y Tobago no obtuvo ninguna medalla en estos Juegos.